# San Saba (título cardenalicio)
El título cardenalicio de San Saba fue creado por el Papa Juan XXIII el 2 de diciembre de 1959.

## Titulares
- Augustin Bea, S.I. (14 de diciembre de 1959-16 de noviembre de 1968)
- Jean Daniélou, S.I. (28 de abril de 1969-20 de mayo de 1974)
- Joseph Schröffer (24 de mayo de 1976-7 de septiembre de 1983)
- Jean Jérôme Hamer, O.P. (25 de mayo de 1985-2 de diciembre de 1996)
- Jorge Medina Estévez (21 de febrero de 1998-3 de octubre de 2021)
- Arthur Roche (28 de agosto de 2022)